# Armentières-sur-Ourcq
Armentières-sur-Ourcq é uma comuna francesa na região administrativa de Altos da França, no departamento Aisne. Estende-se por uma área de 6,81 km². Em 2010 a comuna tinha 105 habitantes (densidade: 15,4 hab./km²).